# Абабковский сельсовет
Аба́бковский сельсовет — сельское поселение в Павловском районе Нижегородской области России.
Административный центр — село Абабково

## История
Статус и границы сельского поселения установлены Законом Нижегородской области от 15 июня 2004 года № 60-З «О наделении муниципальных образований — городов, рабочих посёлков и сельсоветов Нижегородской области статусом городского, сельского поселения».

## Население
| 2002  | 2010  | 2012  | 2013  | 2014  | 2015  | 2016  |
| ----- | ----- | ----- | ----- | ----- | ----- | ----- |
| 2325  | ↘2216 | ↗2243 | ↗2272 | ↗2291 | ↘2209 | ↘2155 |
| 2017  | 2018  | 2019  | 2020  |       |       |       |
| ↘2103 | ↘2090 | ↘2059 | ↘2025 |       |       |       |

## Состав сельского поселения
В состав Абабковского сельсовета входят населённые пункты:
| № | Населённый пункт | Тип населённого пункта       | Население |
| - | ---------------- | ---------------------------- | --------- |
| 1 | Абабково         | село, административный центр | ↗1181     |
| 2 | Гомзово          | деревня                      | ↘63       |
| 3 | Жестелёво        | деревня                      | ↘122      |
| 4 | Захарово         | деревня                      | ↘11       |
| 5 | Касаново         | деревня                      | ↘119      |
| 6 | Комарово         | деревня                      | ↘514      |
| 7 | Малая Тарка      | деревня                      | ↗125      |
| 8 | Медвежье         | деревня                      | ↘36       |
| 9 | Молодёжный       | посёлок                      | →45       |